# Barbarano Vicentino
Barbarano Vicentino ist eine Fraktion der Gemeinde (comune) Barbarano Mossano und war bis 2017 eine eigenständige Gemeinde in der Provinz Vicenza in Venetien.

## Geografie
Barbarano Vicentino liegt etwa 15 Kilometer südlich von Vicenza auf einer Höhe von 151 m.s.l.m. an den südlichen Ausläufern der Colli Berici. 

## Geschichte
Am 17. Februar 2018 schloss sich Barbarano Vicentino mit der Gemeinde Mossano zur neuen Gemeinde Barbarano Mossano zusammen. Das ehemalige Gemeindegebiet grenzte unmittelbar an die Provinz Padua.